# Jan Králík (Fußballspieler)
Jan Králík (* 7. März 1987 in Ústí nad Labem) ist ein tschechischer Fußballspieler.

## Vereinskarriere
Králík spielte in seiner Jugend für den FK Teplice. Králík absolvierte 2006 ein dreiwöchiges Probetraining bei Inter Mailand. Anschließend spielte er sechs Monate beim FK Viktoria Žižkov. Im Januar 2007 wechselte er zum slowakischen Verein FC Rimavská Sobota, die nächste Station war im Juni 2007 MFK Ružomberok, wo er wegen Verletzungen nur ein Mal spielte. Im Januar 2008 wechselte Králík zum ŠK Slovan Bratislava, wo er meist in der B-Mannschaft spielte Mit der A-Mannschaft wurde Králík in der Saison 2010/11 slowakischer Meister. Außerdem gewann Slovan den nationalen Pokalwettbewerb.

## Erfolge
- Fußballmeister der Slowakei: 2008/09, 2010/11
- Slowakischer Fußballpokalsieger: 2010, 2011